# Richelieu - Drouot (métro de Paris)
Pour les articles homonymes, voir Drouot (homonymie).
Richelieu - Drouot est une station des lignes 8 et 9 du métro de Paris, située à la limite des 2e et 9e arrondissements de Paris.

## Situation
La station est implantée à la limite administrative entre le quartier Vivienne au sud et le quartier du Faubourg-Montmartre au nord. Elle se trouve à l'ouest du coude des Grands Boulevards, formé par l'angle des boulevards Montmartre et des Italiens, sur lequel débute le boulevard Haussmann ainsi que la rue Drouot, et où débouche la rue de Richelieu. Les quais sont établis :
- sur la ligne 8 (entre les stations Opéra et Grands Boulevards), sous l'amorce du boulevard des Italiens entre la rue de Richelieu et la rue de Marivaux ;
- sur la ligne 9, (entre Chaussée d'Antin - La Fayette et Grands Boulevards) sous le début du boulevard Haussmann entre la rue Drouot et la rue Le Peletier.

## Histoire
La station est ouverte le 30 juin 1928 avec la mise en service simultanée des prolongements de la ligne 8 depuis Opéra et de la ligne 9 depuis Chaussée d'Antin - La Fayette,. Elle constitue alors le terminus occidental de ces deux lignes (respectivement depuis Porte d'Auteuil et Porte de Saint-Cloud) jusqu'au 5 mai 1931 pour la ligne 8 lorsque celle-ci est prolongée jusqu'à Porte de Charenton et jusqu'au 10 décembre 1933 pour la ligne 9 qui est alors prolongée jusqu'à Porte de Montreuil.
La station de la ligne 8 est la première du réseau à disposer de quais d'une longueur de 105 mètres, laquelle sera par la suite généralisée à l'ensemble des points d'arrêt aménagés sur le tronçon jusqu'à Maisons-Alfort - Les Juilliotes et celui de Balard à La Motte-Picquet - Grenelle, ainsi qu'aux nouvelles stations des lignes 1, 3, 7 et 9 ouvertes dans les années 1930. Ces dimensions étaient prévues pour accueillir des trains de sept voitures, projet qui finalement ne se concrétisa pas, hormis sur la ligne 8 de façon temporaire lors de l'Exposition coloniale de 1931 qui se tient au bois de Vincennes.
La station doit sa dénomination à sa proximité avec la rue de Richelieu d'une part et la rue Drouot d'autre part, lesquelles rendent respectivement hommage à Armand Jean du Plessis de Richelieu (1585-1642), dit le cardinal de Richelieu, ainsi qu'au comte Antoine Drouot (1774-1847), général d'artillerie français du Premier Empire et pair de France.
C'est dans cette station que le jeune français Jacques Fesch est désarmé et arrêté le 25 février 1954, après avoir pris la fuite à la suite du braquage d'un bureau de change du quartier, suivi du meurtre d'un gardien de la paix, crimes qui aboutiront à son exécution le 1er octobre 1957 à l'âge de 27 ans.
Comme un tiers des stations du réseau entre 1974 et 1984, les points d'arrêt des deux lignes sont modernisés par l'adoption du style décoratif « Andreu-Motte », de couleur bleue pour la ligne 8 et orange sur la ligne 9, avec la conservation des faïences biseautées d'origine dans les deux cas.
Dans le cadre du programme « Un métro + beau » de la RATP, l'ensemble des couloirs de la station sont rénovés à leur tour le 25 avril 2015. À cette occasion, le sol de la salle de distribution perd son revêtement en asphalte noir au profit d'un carrelage gris anthracite.

### Fréquentation
Selon les estimations de la RATP, la station a vu entrer 5 014 491 voyageurs en 2019, ce qui la place à la 81e position des stations de métro pour sa fréquentation. En 2020, avec la crise du Covid-19, son trafic annuel tombe à 2 313 492 voyageurs, la reléguant alors au 99e rang, avant de remonter progressivement en 2021 avec 2 994 510 entrants comptabilisés, ce qui la rétrograde toutefois à la 108e position des stations du réseau pour sa fréquentation cette année-là.

## Services aux voyageurs

### Accès
La station dispose de huit accès, dont six sont ornés de candélabres Dervaux :
- l'accès 1 « Boulevard Haussmann », constitué d'un escalier fixe, sur la place Daniel-Iffla-Osiris à l'angle du boulevard Haussmann et du boulevard des Italiens ;
- l'accès 2 « Rue de Richelieu », constitué d'un escalier fixe, se trouvant au droit du no 3 du boulevard des Italiens ;
- l'accès 3 « Boulevard Montmartre », constitué d'un escalier fixe, se situant face au no 2 du boulevard Haussmann ;
- l'accès 4 « Rue Chauchat », constitué d'un escalier fixe, débouchant au droit du no 6 du boulevard Haussmann ;
- l'accès 5 « Rue Laffitte », constitué d'un escalier fixe autorisant uniquement la sortie, se trouvant sur le boulevard Haussmann à l'arrière du siège de BNP Paribas ;
- l'accès 6 « Rue Taitbout », constitué d'un escalier fixe, se situant face au siège social de BNP Paribas au no 6 du boulevard des Italiens ;
- l'accès 7 « Rue de Marivaux - Opéra-Comique », constitué d'un escalier fixe, débouchant au droit du no 11 du boulevard des Italiens ;
- l'accès 8 « Boulevard des Italiens », constitué d'un escalier mécanique montant permettant uniquement la sortie, se trouvant face au no 2 du boulevard précité.

Accès à la station
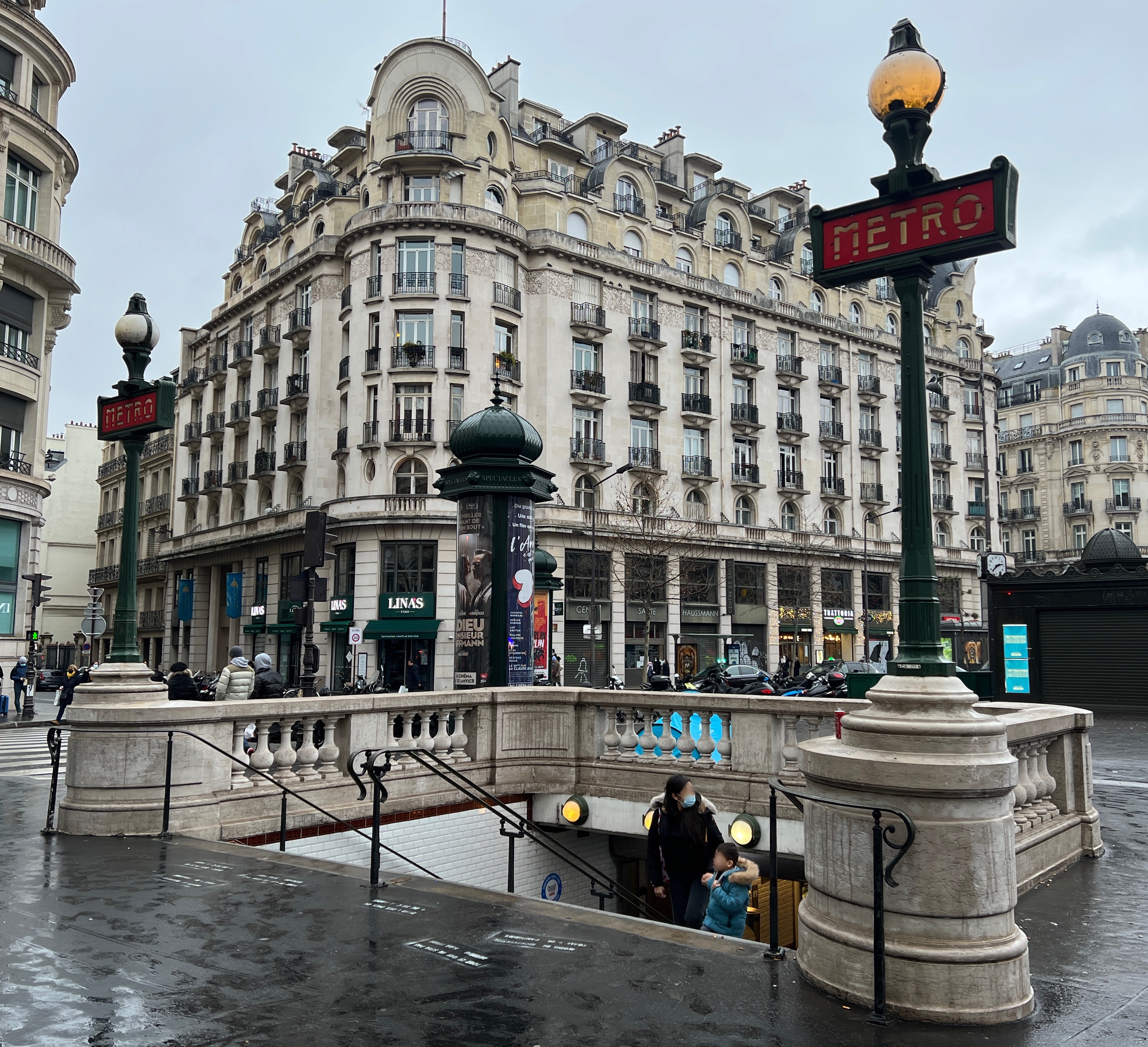
L'accès no 1 « Boulevard Haussmann ».
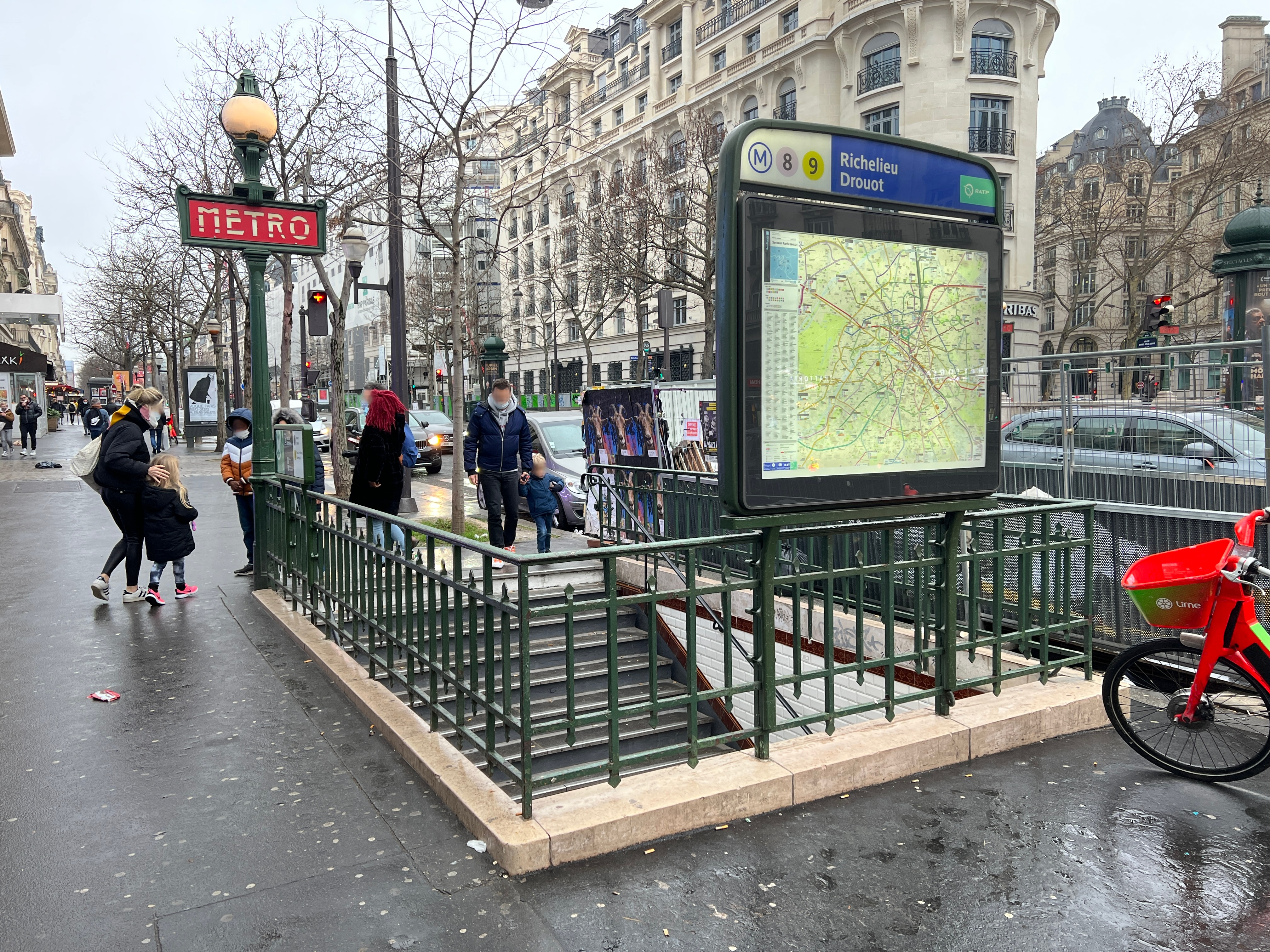
L'accès no 2 « Rue de Richelieu ».
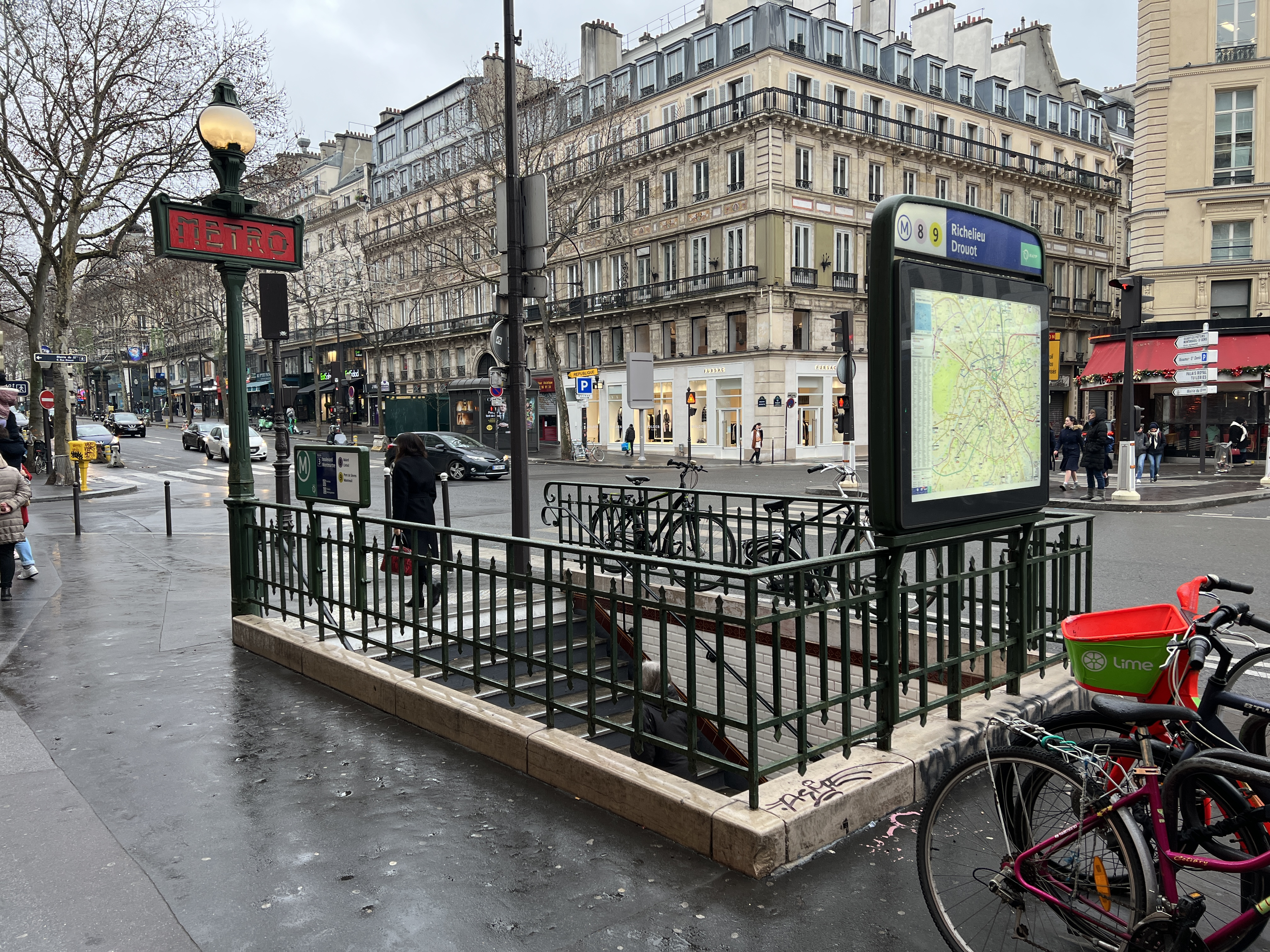
L'accès no 3 « Boulevard Montmartre ».
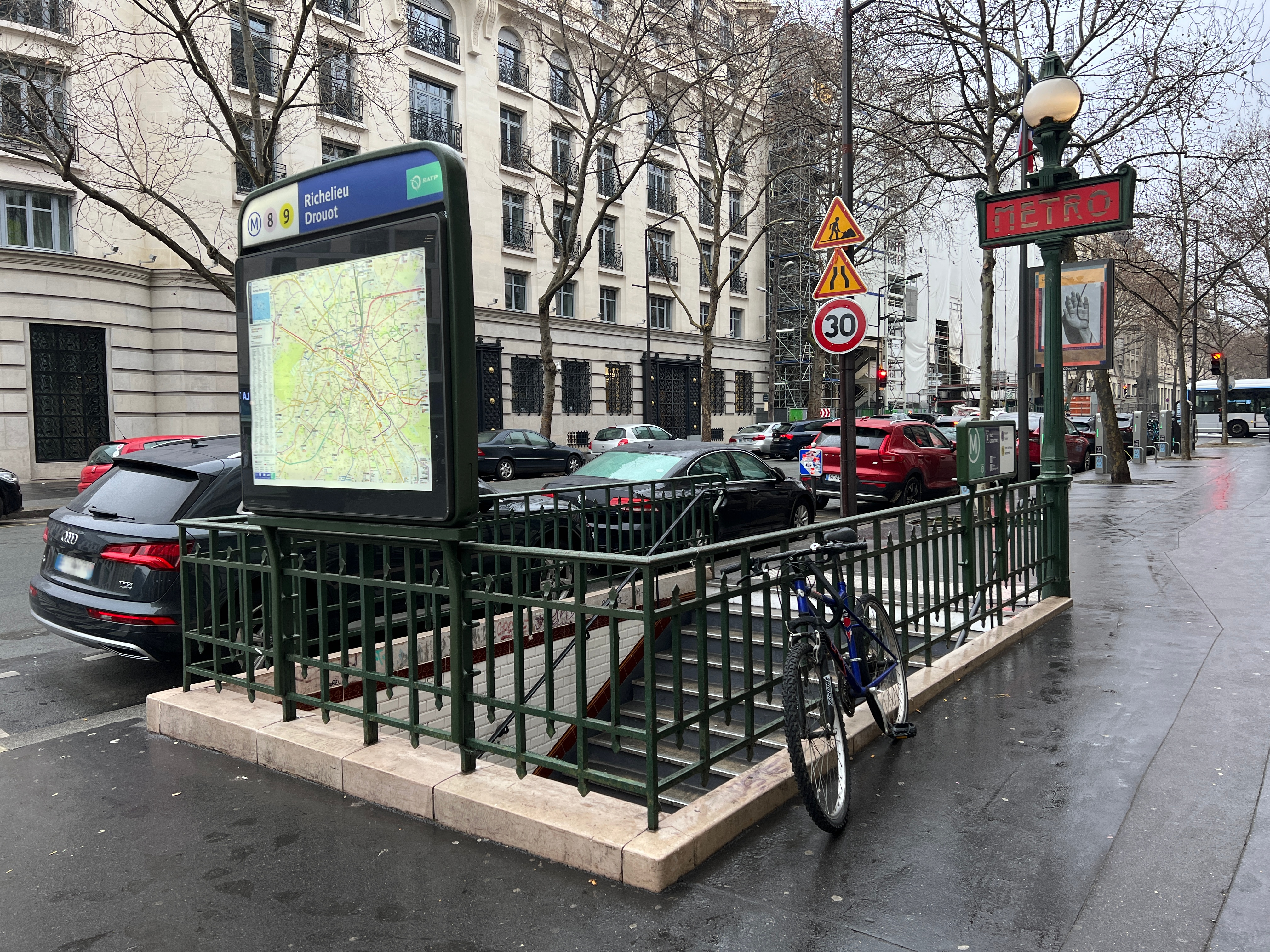
L'accès no 4 « Rue Chauchat ».
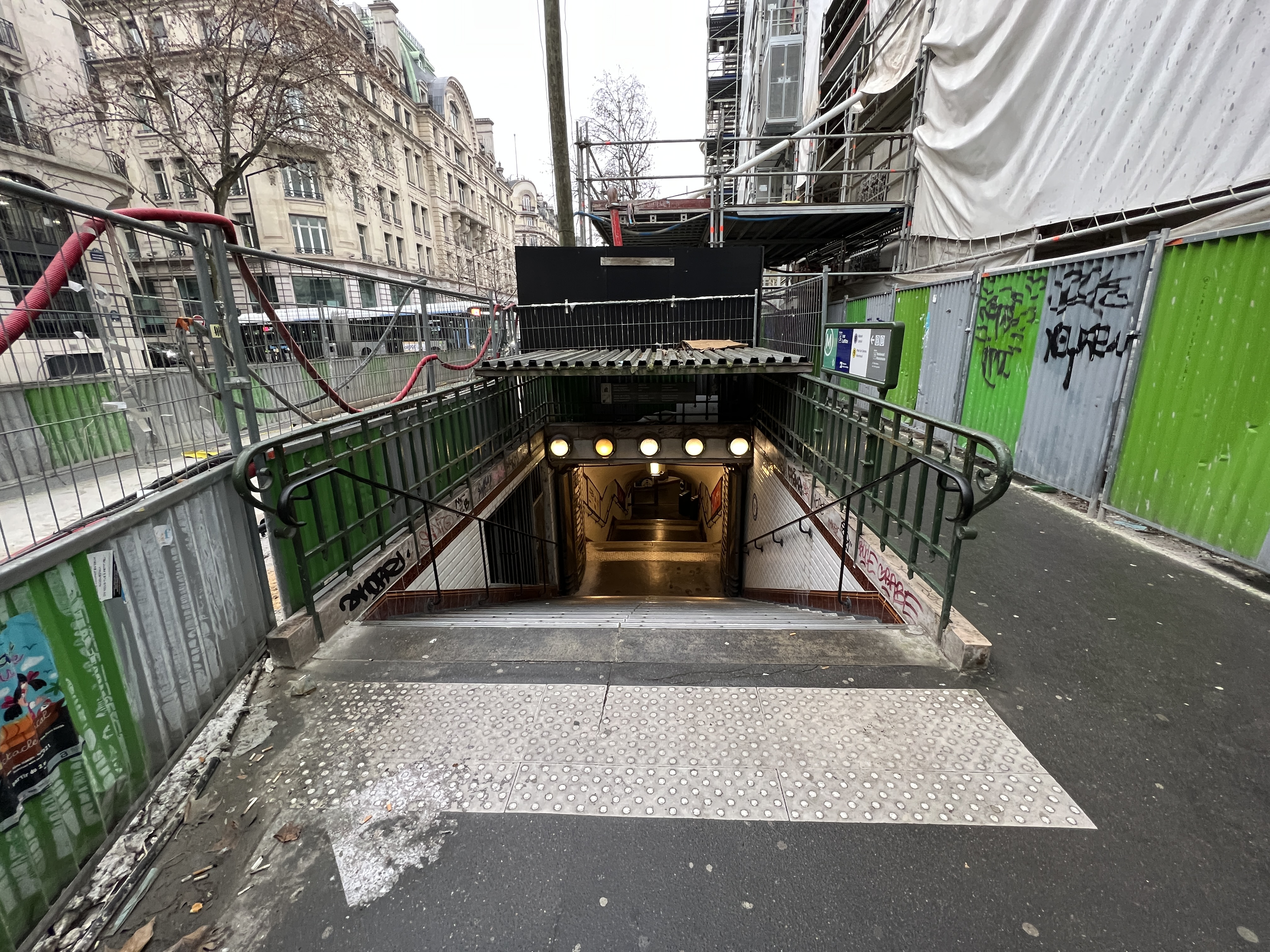
L'accès no 5 « Rue Laffitte ».
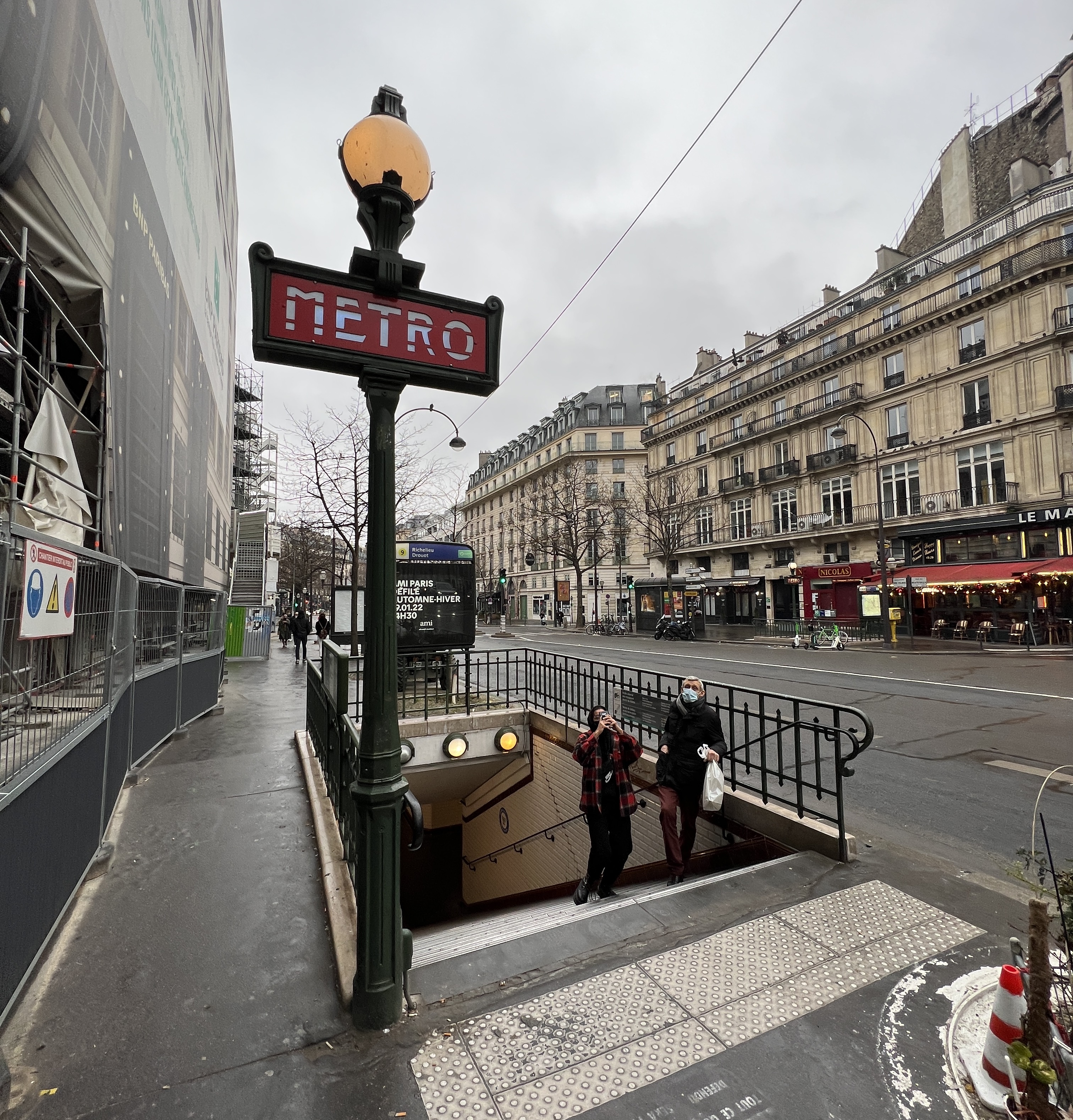
L'accès no 6 « Rue Taitbout ».
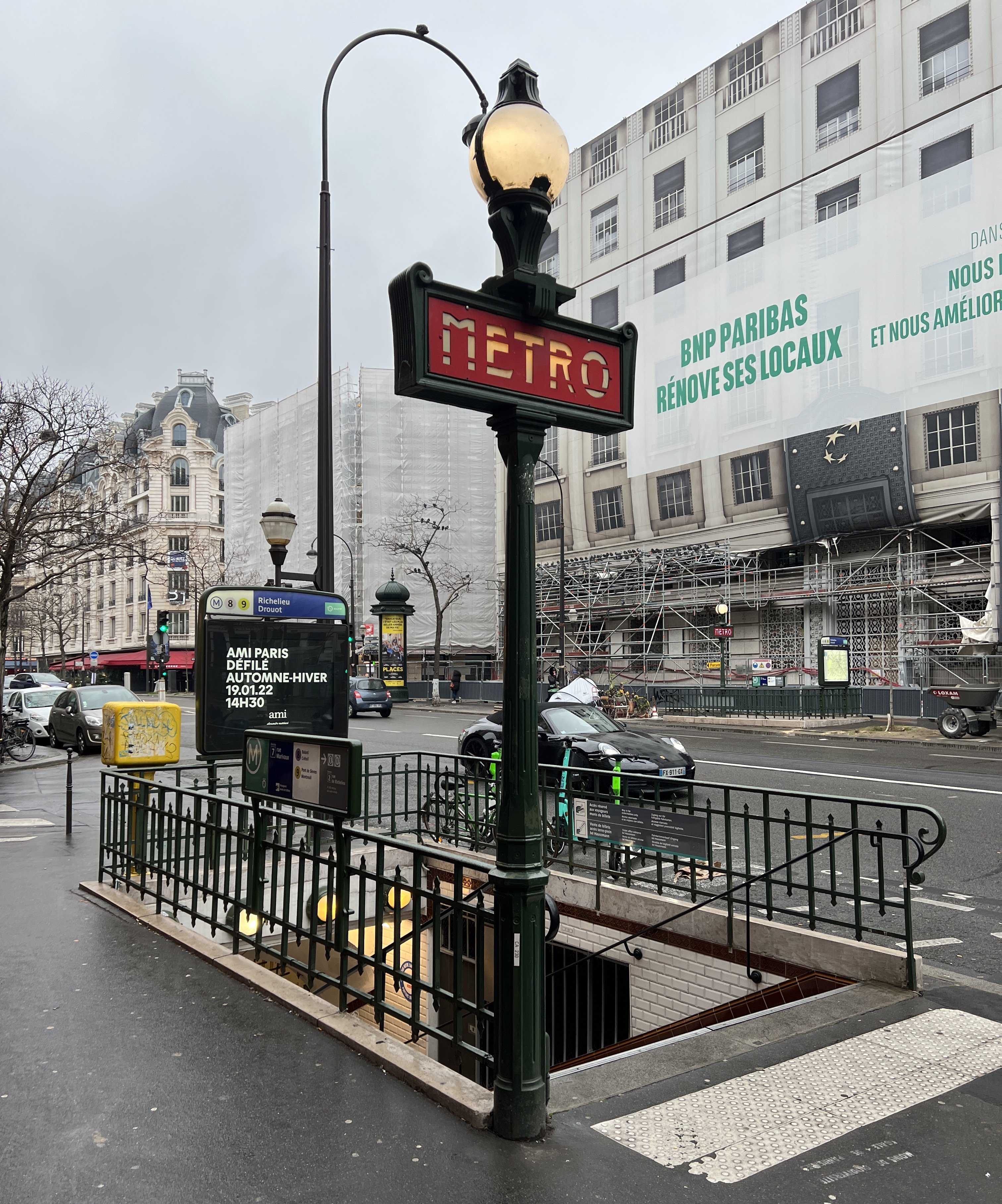
L'accès no 7 « Rue de Marivaux ».
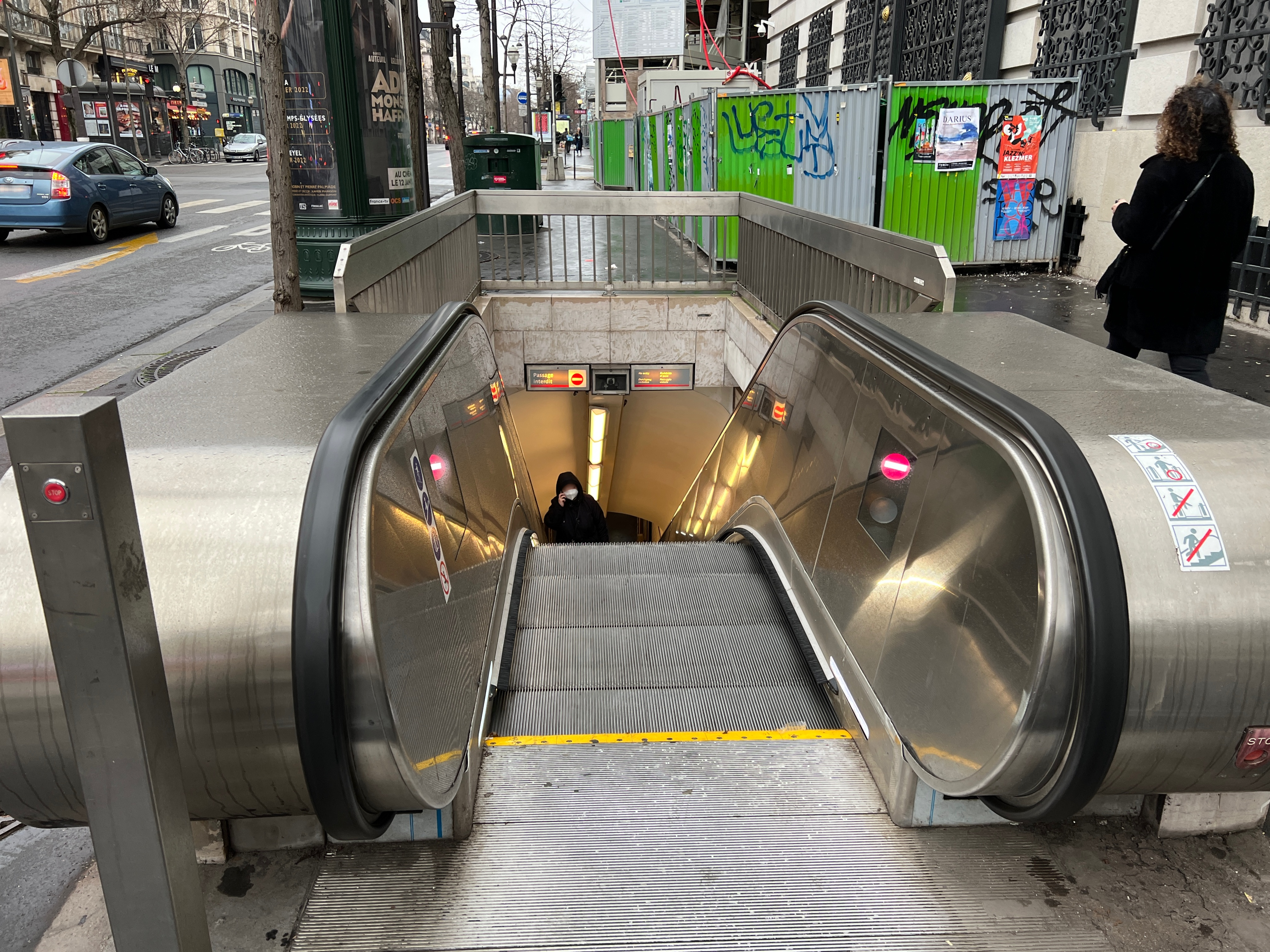
L'accès no 8 « Boulevard des Italiens ».

.

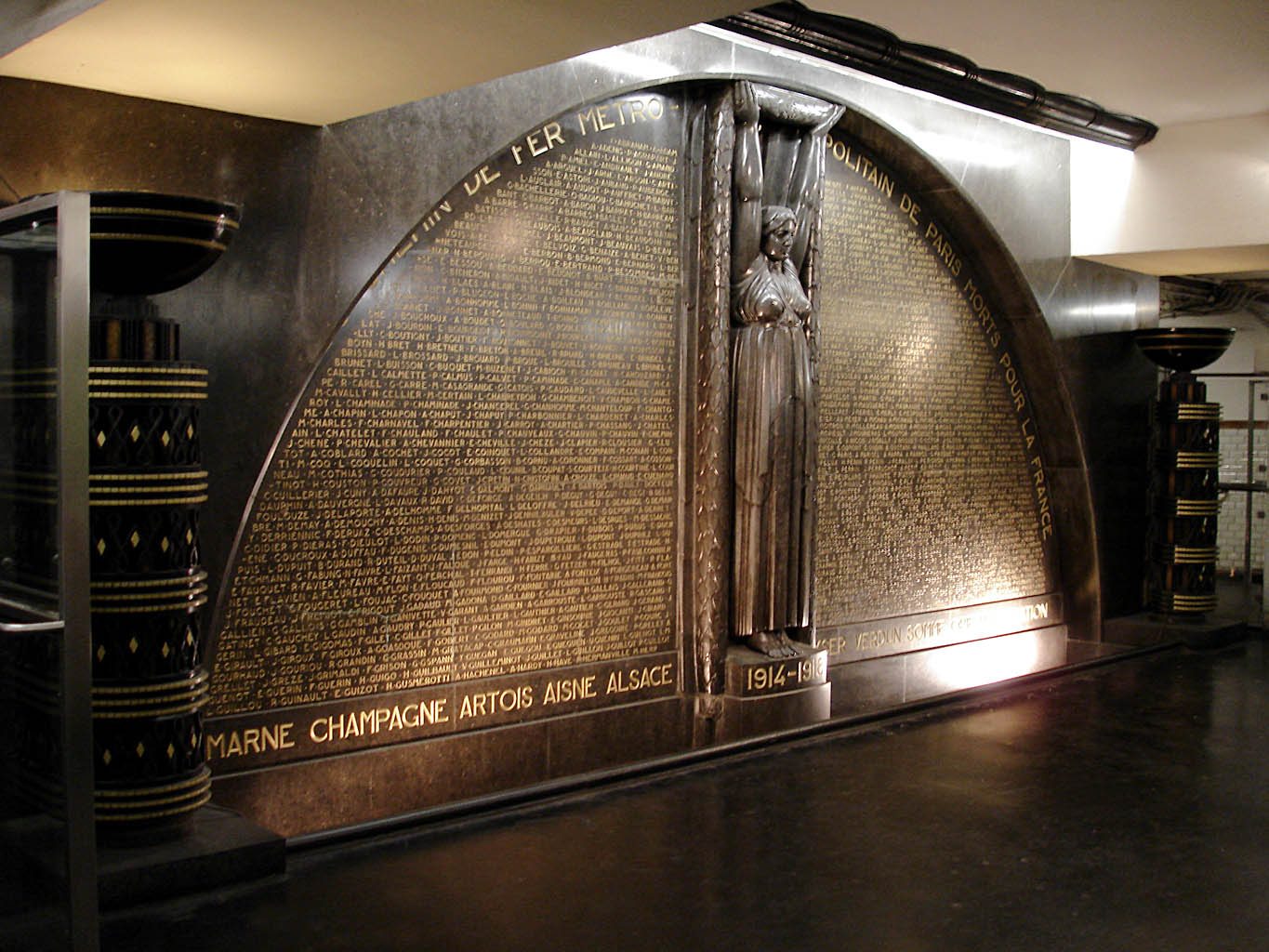
Le monument aux morts des agents de la CMP.

Entre les deux couloirs d'accès à la ligne 9, face à l'espace de vente, est implanté le monument aux morts de la Compagnie du chemin de fer métropolitain de Paris (CMP). Inauguré en 1931, il est dû au ciseau du sculpteur et médailleur français Carlo Sarrabezolles.
Ce monument en marbre noir est dédié à la mémoire des agents du chemin de fer métropolitain morts pour la France. La sculpture centrale est ornée d'une cariatide, qui soutient de ses bras levés la torsade de pierre qui l'entoure. Elle sépare en deux parties le demi-cercle à l'intérieur duquel sont inscrits les noms des agents du métropolitain disparus durant la Première Guerre mondiale. La base du monument porte les noms des champs de bataille de la Grande Guerre. Le mot « Libération » a été ajouté en bas à droite après la Seconde Guerre mondiale, afin de marquer la participation des agents du réseau à la Résistance.

### Quais
Les quais des deux lignes sont de configuration standard : au nombre de deux par point d'arrêt, ils sont séparés par les voies du métro situées au centre et la voûte est elliptique. Ceux de la ligne 8 mesurent 105 mètres de longueur, tandis que ceux de la ligne 9 sont d'une longueur classique de 75 mètres.
La décoration est de style « Andreu-Motte » dans les deux cas. Le point d'arrêt de la ligne 8 possède une rampe lumineuse bleue, du carrelage bleu plat sur les banquettes maçonnées, les débouchés des couloirs et le tympan côté Pointe du Lac, ainsi que des sièges « Motte » bleus. Celui de la ligne 9 possède les mêmes composants en version orange, si l'on excepte le traitement des tympans en carrelage plat de couleur, ce dernier ne recouvrant que les banquettes et les débouchés des couloirs. Pour les deux lignes, ces aménagements sont mariés avec les carreaux en céramique blancs biseautés, lesquels recouvrant les piédroits, la voûte et le restant des tympans. Les cadres publicitaires sont en faïence de couleur miel à motifs végétaux et le nom de la station est également incorporé dans la céramique murale, selon le style décoratif d'entre-deux-guerres de la CMP d'origine.
Ces quais sont parmi les rares à présenter encore le style « Andreu-Motte » dans son intégralité, si l'on exclut les tympans (dont le traitement avec des carreaux plats de couleur n'était pas systématique).

Quais de la station
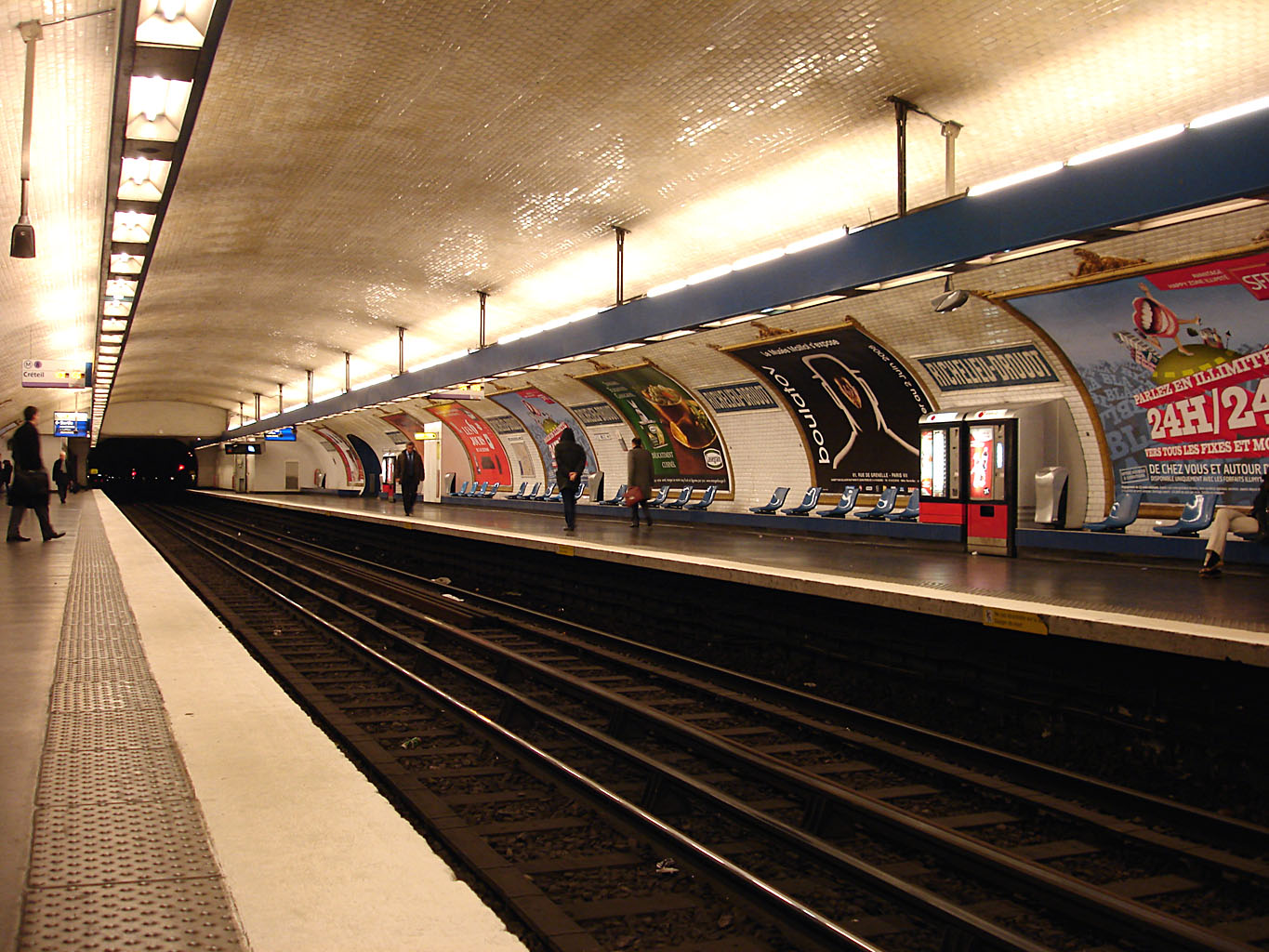
Les quais de la ligne 8.
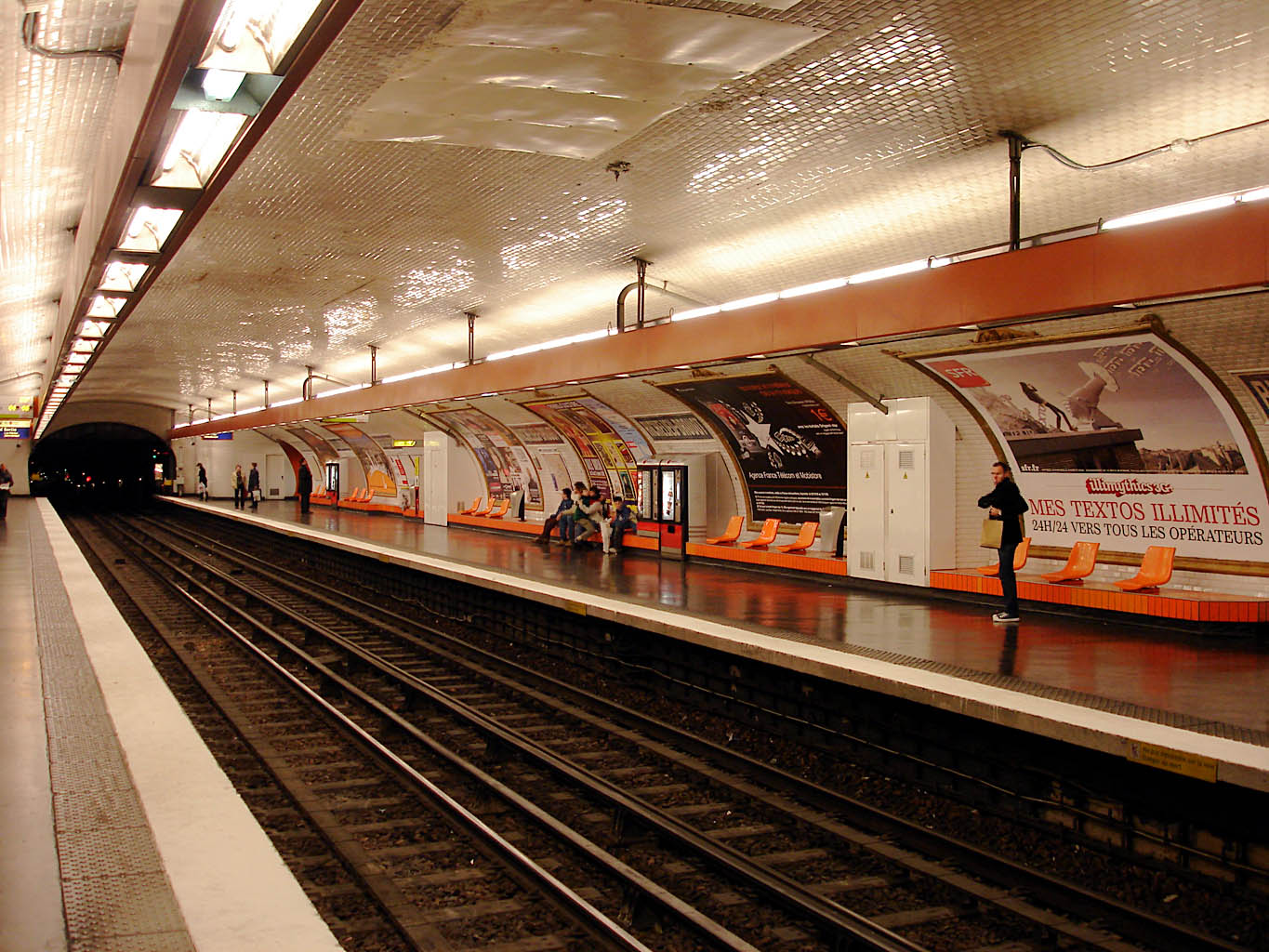
Quais de la ligne 9.
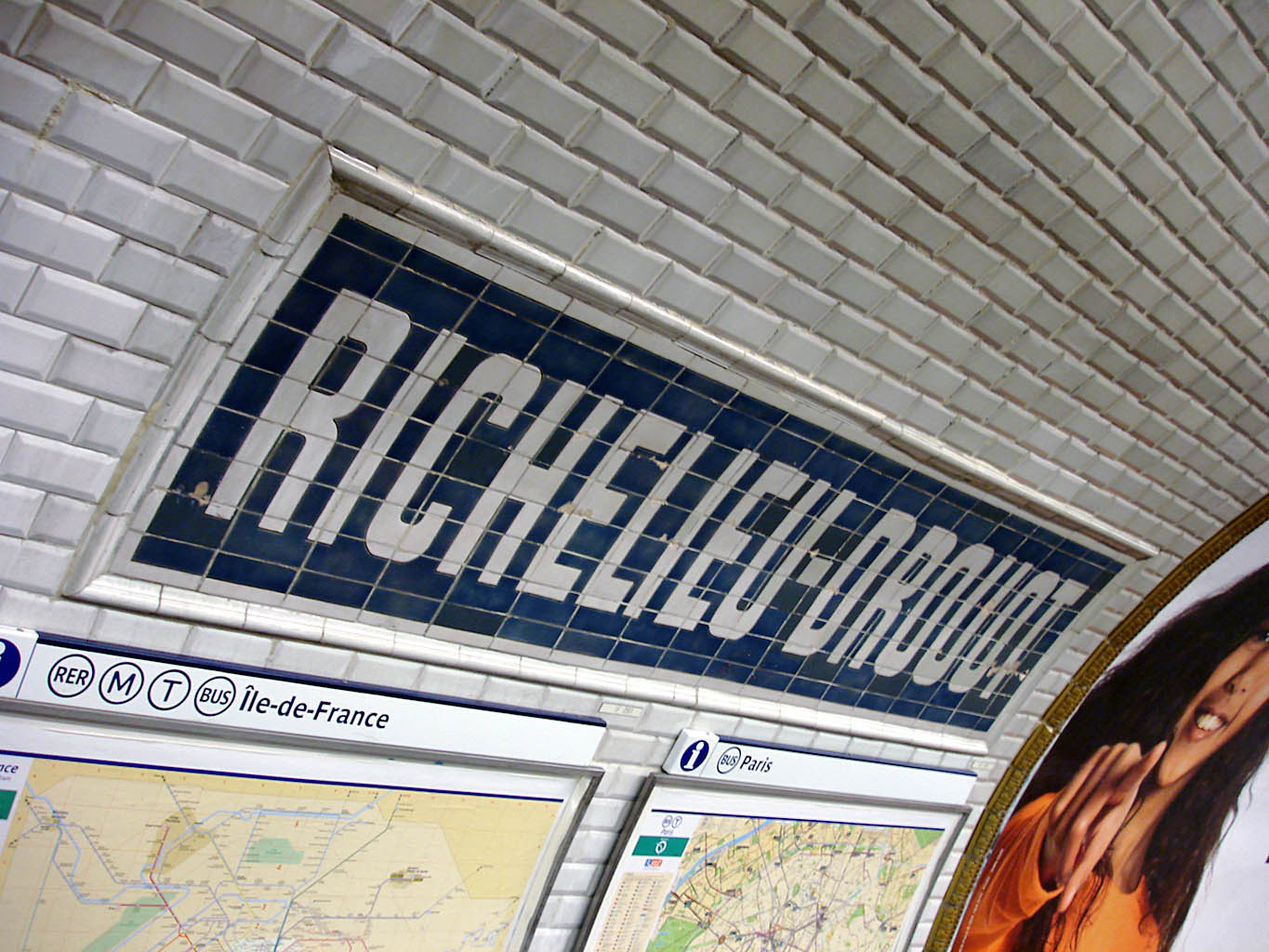
Nom de la station.

### Intermodalité
La station est desservie par les lignes 20, 32, 39, 45, 74 et 85 du réseau de bus RATP.

## À proximité
- Mairie du 9e arrondissement
- Hôtel Drouot – site Richelieu
- Théâtre national de l'Opéra-Comique
- Passage des Princes
- Siège du journal Le Figaro
- Golf-Drouot (disparu)
- Café d'Angleterre (disparu)